# Véronique De Kock
Véronique De Kock (Anversa, 3 aprile 1977) è una modella belga incoronata Miss Belgio 1995.
Inizia la propria carriera di modella giovanissima, ed all'età di quindici anni aveva già sfilato in Belgio, Francia, Germania ed Italia. All'età di diciassette anni, vince il titolo di Miss Fiandre, ed un anno dopo il prestigioso titolo di Miss Belgio.
Grazie alla vittoria del titolo, Veronique De Kock ha ottenuto il diritto di rappresentare il Belgio prima a Miss Mondo 1995, ed in seguito a Miss Universo 1996. In entrambi i concorsi però la modella non è riuscita a classificarsi.